# Villa Vojcsik
La Villa Vojcsik est une maison de style Art nouveau caractéristique de la Sécession viennoise (Sezessionsstil ou Wiener Secession) édifiée par l'architecte Otto Schönthal à Vienne en Autriche.
Cette villa marque le recul de la décoration sécessionniste et l'apparition des premiers volumes géométriques abstraits dans l'architecture viennoise.

## Localisation
La Villa Vojcsik se dresse au numéro 375 de la Linzer Strasse, à Hütteldorf, qui fait partie du 14e arrondissement de Vienne, nommé Penzing, à l'ouest de la ville.

## Historique
La villa a été édifiée en 1901-1902 selon les plans de l'architecte Otto Schönthal, élève d'Otto Wagner, alors âgé de 23 ans, pour le docteur Ladislaus Vojcsik, médecin d'Otto Wagner,,.
Les dessins de la villa furent réalisés par Schönthal, au cours de sa troisième année de formation chez Otto Wagner. Par cette commande, qui était la première commande importante de la carrière de Schönthal, le docteur Vojcsik lui confia la construction d'une villa comprenant un cabinet de consultation.
La maison est toujours détenue par la famille Vojcsik,.
Elle fut restaurée en 2005 et des structures de façade manquantes ont été remplacées, dont les ornements situés de part et d'autre de la loggia, comme on peut voir sur les photos ci-dessous.

## Architecture
La villa présente à front de rue une façade d'une grande symétrie, le seul élément asymétrique étant constitué par le balcon, à droite, qui répond à la porte d'entrée, à gauche.
La silhouette de la façade est dominée par son aile centrale, très haute et surmontée d'un toit en forte saillie supporté par de nombreuses consoles. Le rez-de-chaussée de l'aile centrale, qui présente à sa base un décor de vagues, est percé d'une large baie centrale flanquée de deux baies étroites. Un décor d'ornements végétaux en céramique orné de festons orne les trumeaux qui encadrent ces fenêtres. L'étage, quant à lui, est percé de quatre hautes fenêtres rectangulaires et est cantonné de deux guirlandes de laurier.
L'entrée, située à gauche de l'aile centrale, est richement décorée. Elle est ornée d'un grand arc outrepassé (arc en fer à cheval) traversé verticalement par les piédroits de la baie et horizontalement par des frises en céramique. Les piédroits, ornés de guirlandes de laurier stylisées, se prolongent à l'étage et encadrent la haute fenêtre qui surmonte l'entrée. À l'étage, un petit balcon en fer forgé complète la composition.
La partie droite de la façade est très semblbale à la partie gauche, sauf que l'entrée y est remplacée ici par une loggia.

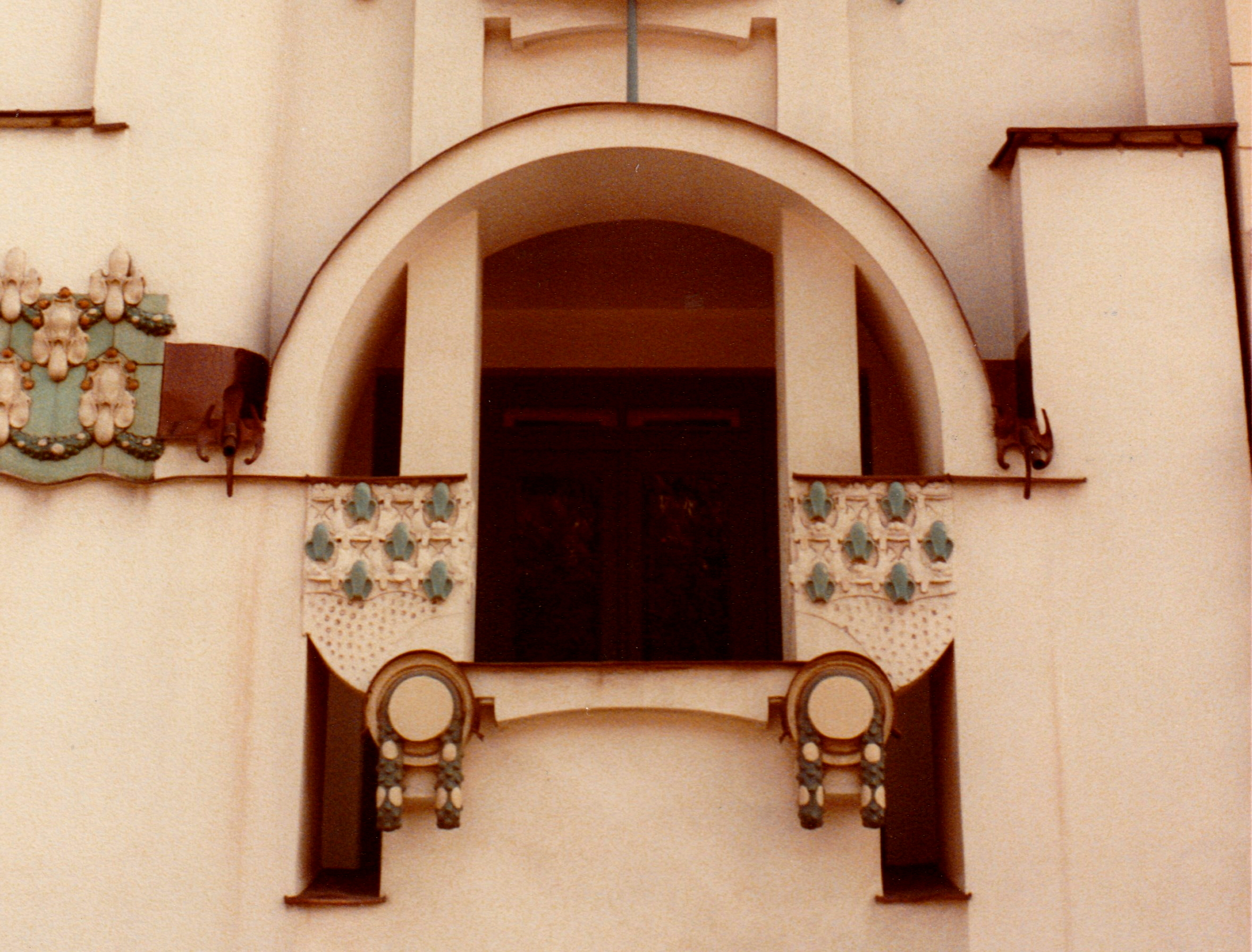
La loggia en 1985.
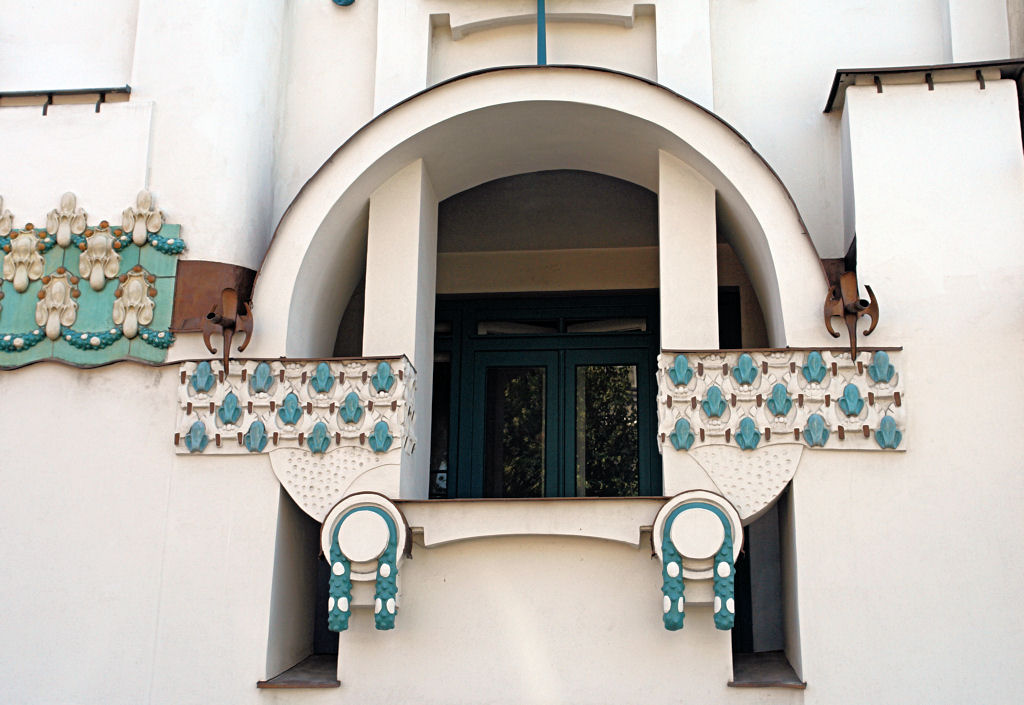
La loggia après la restauration de 2005.
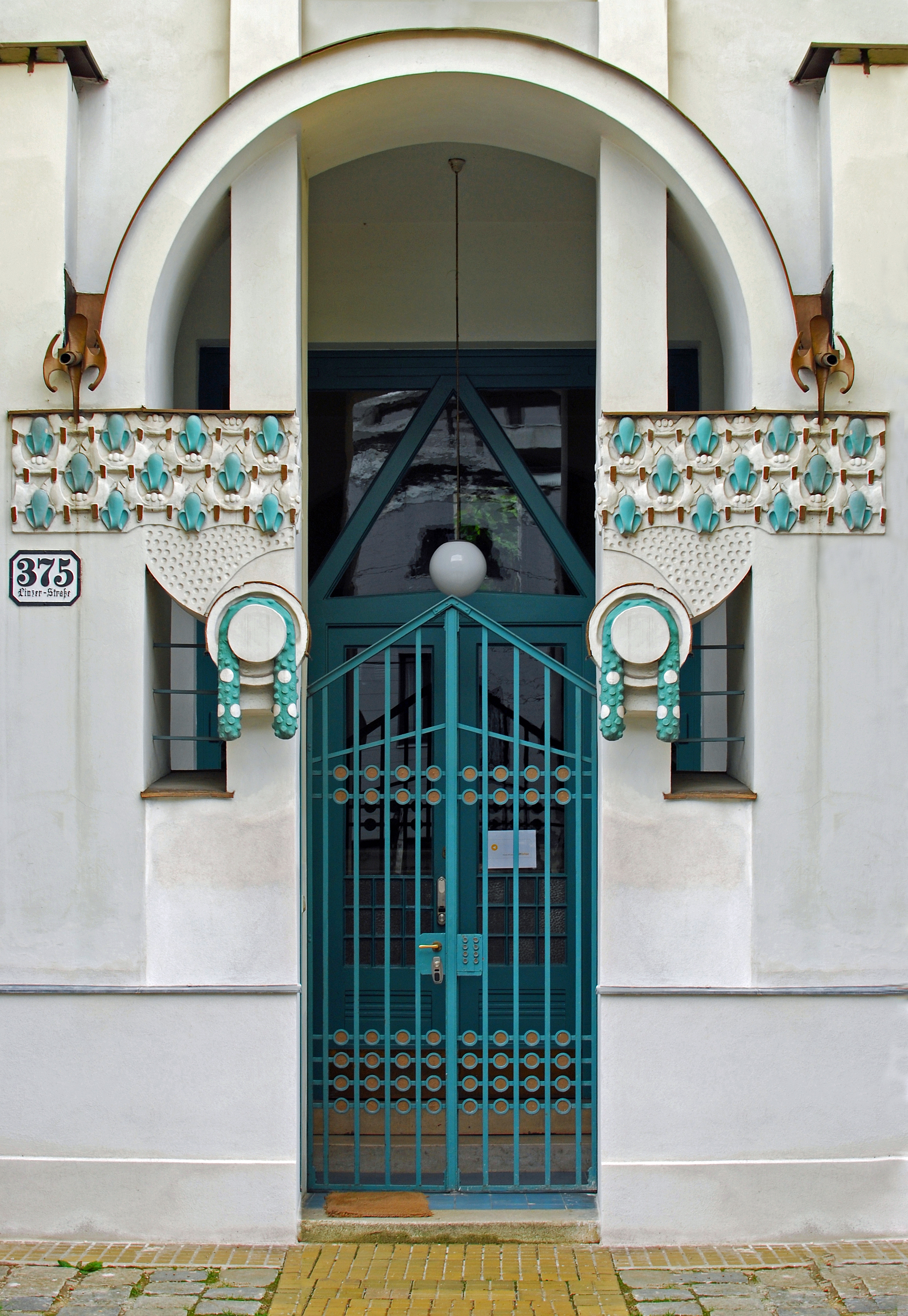
L'entrée.
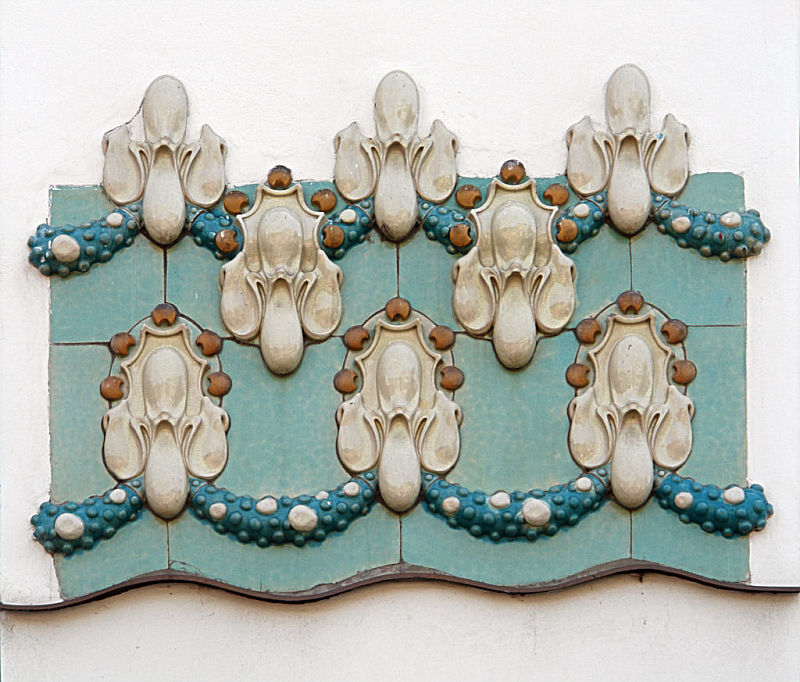
Frise de la façade.